# Dahira rubiginosa
Dahira rubiginosa är en fjärilsart som beskrevs av Moore 1888. Dahira rubiginosa ingår i släktet Dahira och familjen svärmare. Inga underarter finns listade i Catalogue of Life.